# Pfarrhaus (Hiltenfingen)

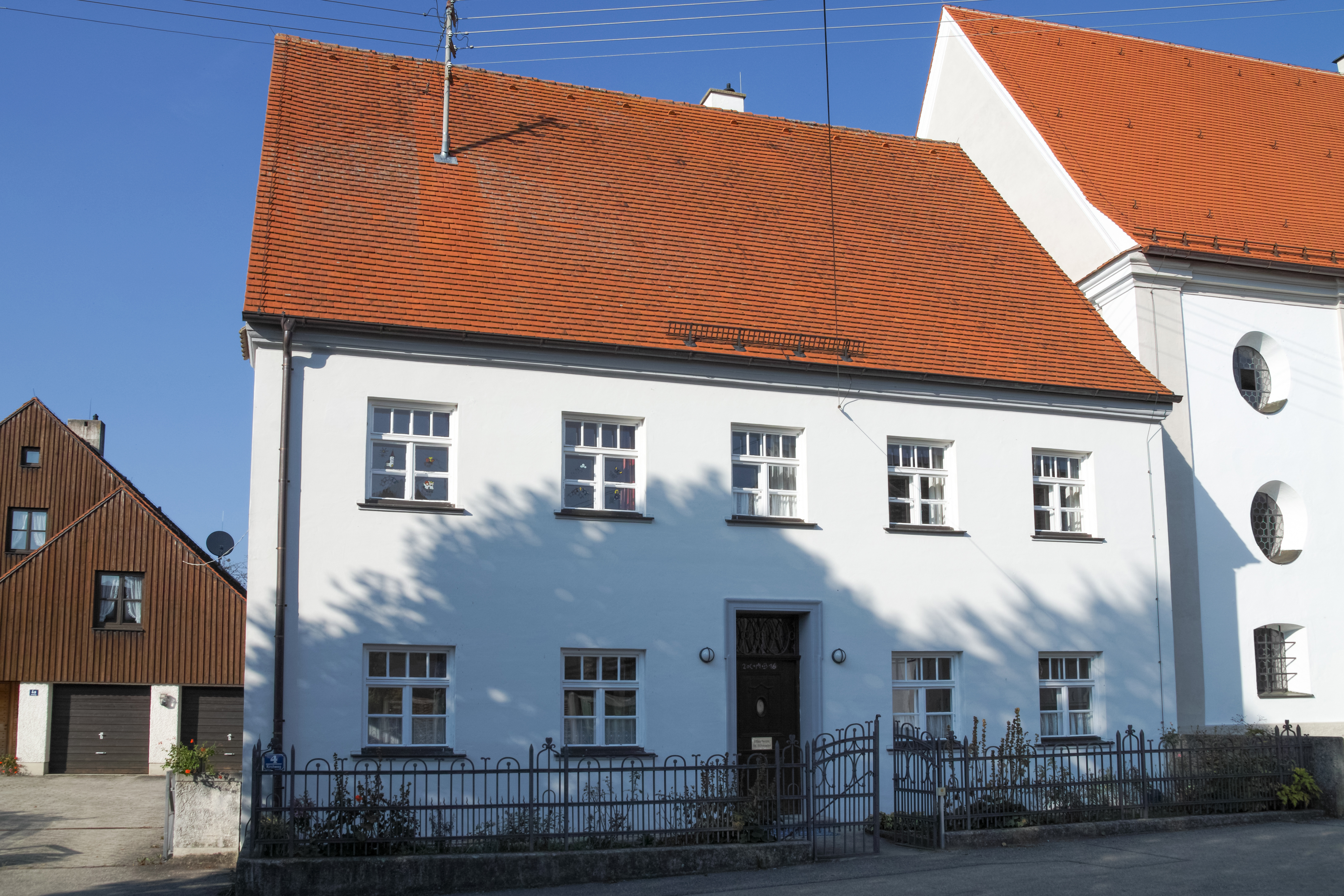
Pfarrhaus in Hiltenfingen

Das Pfarrhaus in Hiltenfingen, einer Gemeinde im Landkreis Augsburg im bayerischen Regierungsbezirk Schwaben, wurde 1711/12 errichtet. Das Pfarrhaus am Kirchweg 4, direkt neben der katholischen Pfarrkirche St. Silvester, ist ein geschütztes Baudenkmal.
Der zweigeschossige Satteldachbau mit fünf zu zwei Fensterachsen wurde von Georg Hübler aus Murnau am Staffelsee errichtet.